# A1 Team Verenigde Staten
Het A1 Team USA was een Amerikaans raceteam dat deelnam aan de A1 Grand Prix. Het team bestond sinds het seizoen 2005/2006 en werd sinds 2008 gerund door Andretti Green Racing. De teambaas daarvan was Michael Andretti.
Het team heeft slechts één overwinning gehaald, hoewel het team enige grote namen binnen de gelederen had. Onder deze namen onder andere Scott Speed en Marco Andretti.

## Coureurs
Hieronder een overzicht van de coureurs die voor het Amerikaanse team hebben gereden, met tussen haakjes het aantal races.
- Jonathan Summerton (24, 1 overwinning)
- Philip Giebler (20)
- Marco Andretti (10)
- Bryan Herta (8)
- Scott Speed (6)
- Buddy Rice (4)
- J.R. Hildebrand (2)
- Charlie Kimball (2)
- Ryan Hunter-Reay (2)